# Huatung-Tal

Lage des Huatung-Tals in Taiwan

Das Huatung-Tal oder Huadong-Tal (chinesisch 花東縱谷, Pinyin Huādōng Zònggǔ), englisch manchmal auch als East Rift Valley („Östlicher Graben“) bezeichnet, ist ein langgestrecktes Tal, das sich annähernd parallel zur Ostküste der Insel Taiwan erstreckt.

## Beschreibung
Das Tal ist etwa 180 Kilometer lang und 2 bis 7 Kilometer breit. Seine östliche Begrenzung wird durch das Haian-Gebirge gebildet und die westliche Grenze bilden die Ausläufer des Taiwanischen oder Chungyang-Gebirgsmassivs. Die nördliche Hälfte des Tals liegt im Landkreis Hualien und die südliche im Landkreis Taitung. Die beiden Hauptstädte der Landkreise, Hualien und Taitung, bilden die ungefähren nördlichen und südlichen Ausgangspunkte des Tals. Im Tal gibt es drei größere Flüsse, den Hualien, Xiuguluan und Beinan, die alle in den Pazifik münden und sich aus zahlreichen Zuflüssen speisen, die im Zentralgebirge entspringen.
Im Bereich des Tals befindet sich die Übergangs- oder Kollisionszone zwischen der Philippinischen Platte und der Eurasischen Platte. Das östliche Haian-Gebirge liegt noch auf der ersteren und das Zentralgebirge auf der letzteren. Die am Westrand des Haian-Gebirges gelegene sogenannte Chihshang-Verwerfung bildet die Grenze der Philippinischen Platte, die sich mit einer Geschwindigkeit von etwa 2,6 Zentimeter pro Jahr in Richtung Nordwesten bewegt. Aufgrund seiner Lage wird das Tal häufiger von Erdbeben heimgesucht. Die schwersten Beben in neuerer Zeit ereigneten sich am 22. Oktober 1951 (drei Erdbeben mit einer Magnitude von etwa 7) und 5. November 1951 (zwei Erdbeben mit einer Magnitude größer 6) im nördlichen Abschnitt des Tals und forderten mehr als 80 Menschenleben. Die Epizentren wurden retrospektiv (damals verfügte Taiwan noch über kein genaues Messsystem für Erdbebenaktivitäten) im Huatung-Tal lokalisiert. Es handelte sich zusammen mit dem Hualien-Erdbeben 2018 um die gravierendsten dokumentierten Beben der Neuzeit an der Ostküste Taiwans.

## Huatung-Tal in neuerer Zeit
Die ursprünglichen Bewohner des Tals waren Angehörige des indigenen Volks der Amis. Ab dem 19. Jahrhundert wanderten vermehrt Han-Chinesen ein. Die Kultur der Ami und anderer indigener Völker ist aber bis heute noch im Tal vertreten und findet zum Beispiel ihren Ausdruck in Volksfesten und Brauchtum. Während der Zeit der japanischen Herrschaft über Taiwan (1895–1945) trug das Tal den Namen Nakasendō (中仙道) oder Nakasendō heya (中仙道平野, „Nakasendō-Ebene“).
Das heutige Tal bildet eine wichtige Verkehrsader und wird in seiner ganzen Länge von der Taitung-Linie der Taiwanischen Eisenbahn sowie von der Provinz-Schnellstraße 9, die beide die Städte Taitung und Hualien verbinden, durchzogen. Im Tal findet sich eine reiche und diversifizierte Pflanzen- und Tierwelt. Der Tourismus wird staatlicherseits gefördert und typische touristische Aktivitäten sind zum Beispiel Radsport oder Wandern.

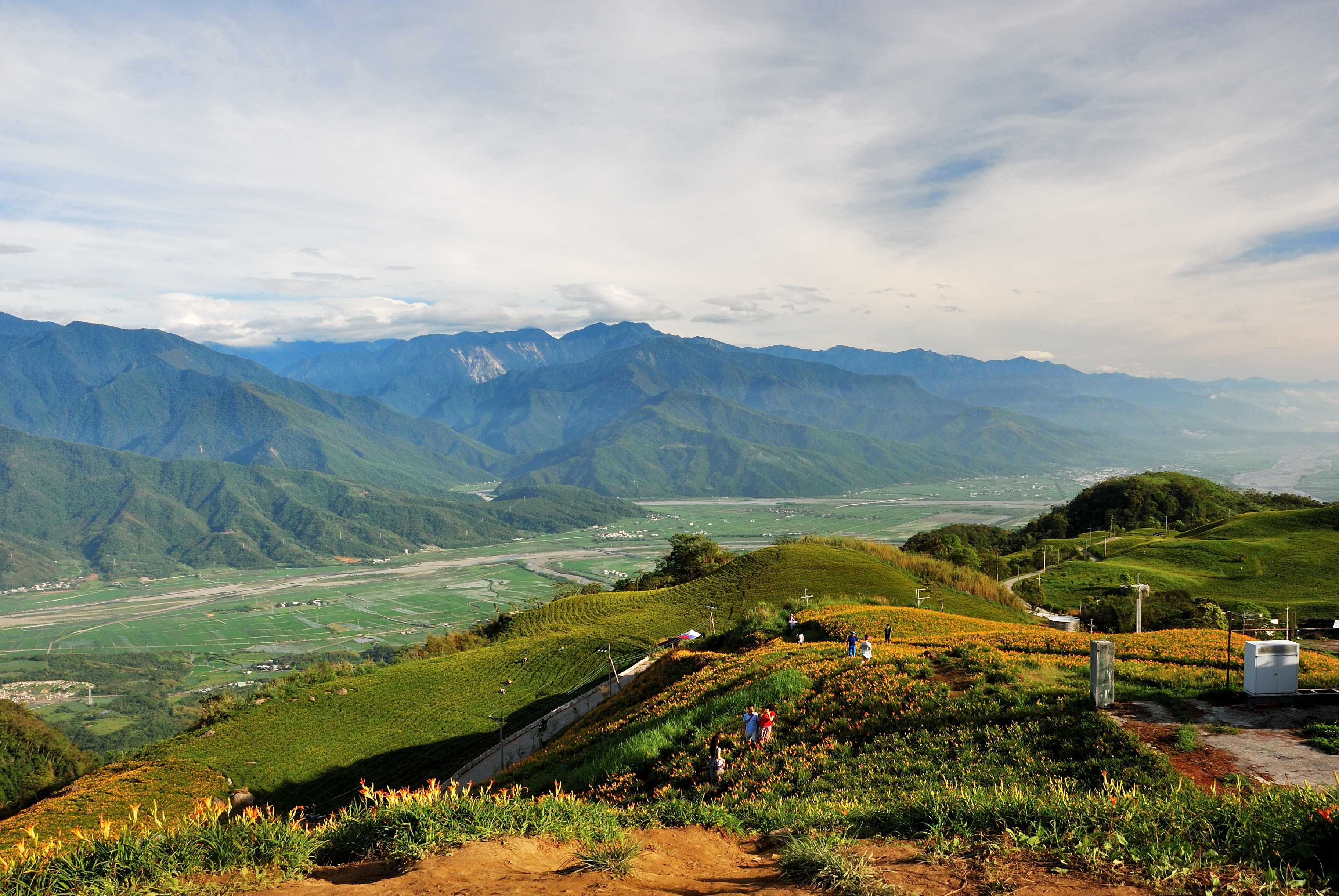
Blick auf das Tal von Osten
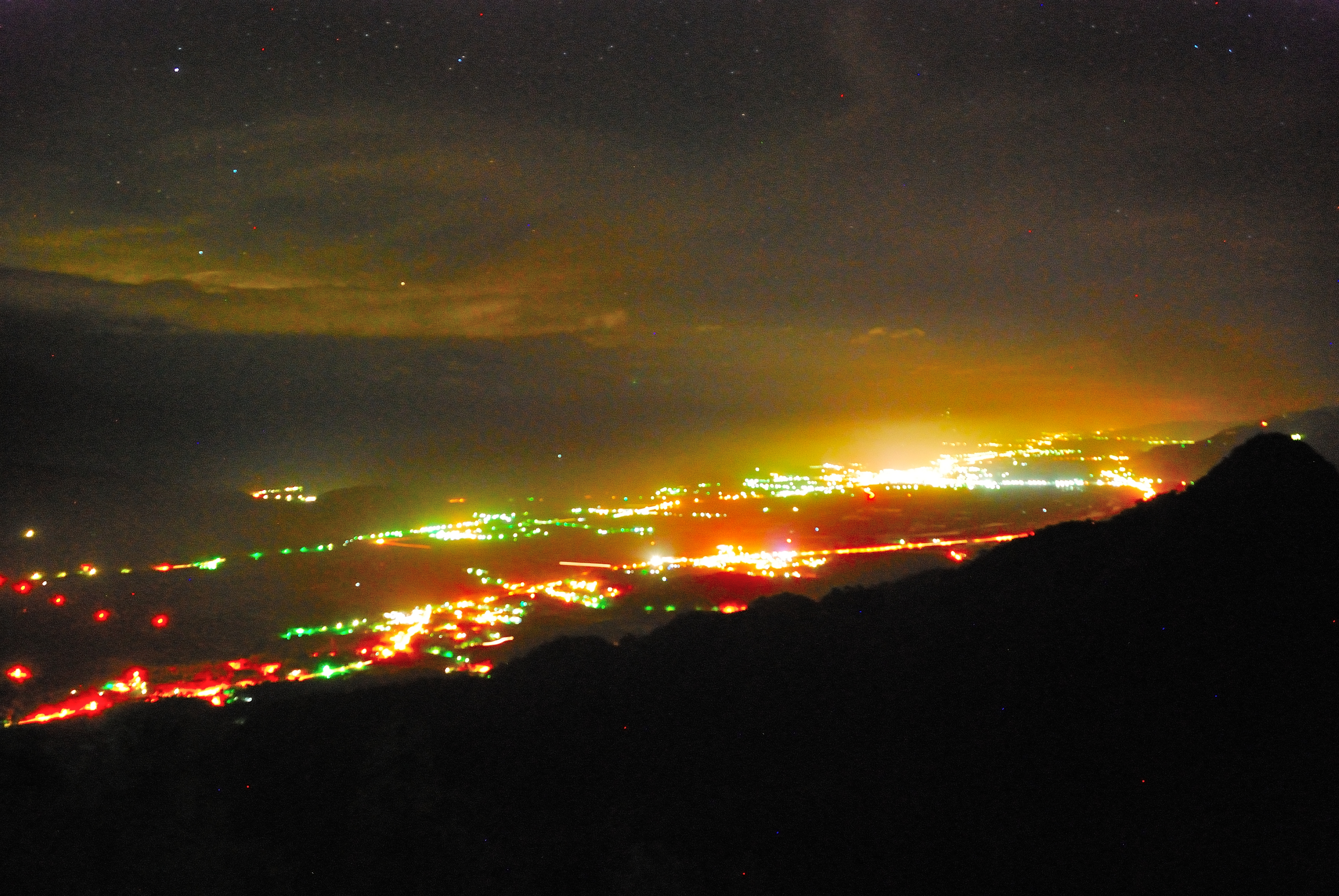
Blick auf das Tal bei Nacht aus derselben Kameraperspektive
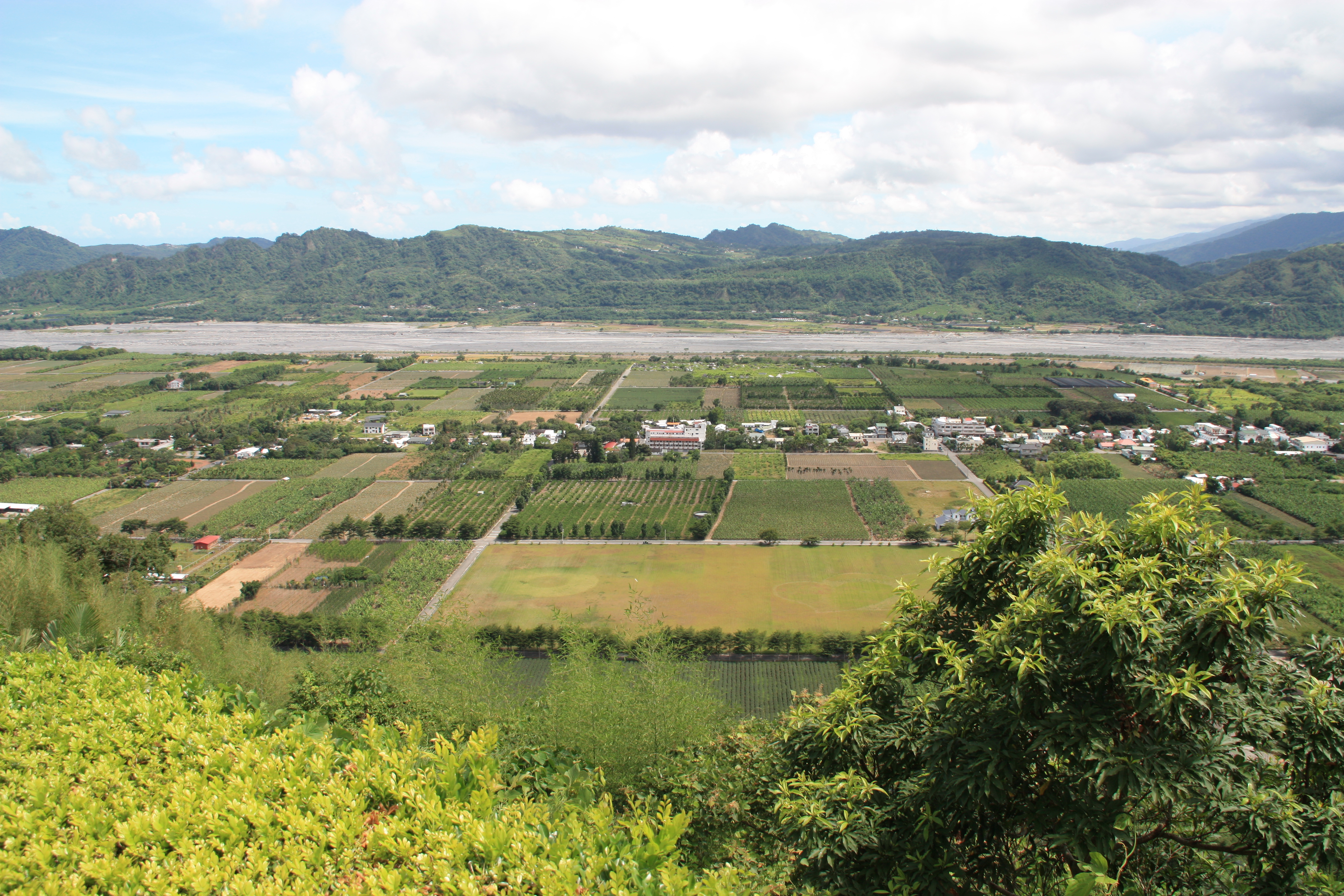
Gemeinde Luye am Südende des Tals